# Two Little Waifs
Two Little Waifs é um filme mudo norte-americano de 1910 em curta-metragem, do gênero drama, dirigido por D. W. Griffith, baseado na história escrita por Mrs. James H. Ryan.